# Herning Kirkes Drengekor
Herning Kirkes Drengekor er stiftet i 1949 af daværende organist ved Herning Kirke Cort Cortsen. Koret hører til blandt Danmarks ældste drenge- mandskor.
I dag består koret af omkring 45 drenge og unge mænd. Drengene begynder som regel i 8-9 års-alderen i korets forskole. Drengekorets medlemmer undervises i sang på Den Jyske Sangskole. Herning Kirkes Drengekor har siden 2001 haft en samarbejdsaftale med Den Jyske Opera.
For mange af kormedlemmerne er årene i Herning Kirkes Drengekor og Den Jyske Sangskole indledningen til en professionel musikerkarriere, og Drengekoret har i flere år leveret sangere til landets musikkonservatorier og Den Kongelige Operas solistskole, Operaakademiet.
Drengekoret synger til gudstjenester i Herning Kirke. Desuden afholdes årligt omkring 25 koncerter i Danmark, og i de senere år har koret ligeledes turnéret i det meste af Europa samt Californien, med koncerter i bl.a. alle Danmarks domkirker, Radiohusets Koncertsal, Sct. Pauls Cathedral, Grace Cathedral i San Francisco og Sydney Opera House. Koret har besøgt England, Ungarn, Norge, Sverige, Finland, Tyskland, Island, Polen, Baltikum, Skotland, Færøerne, Californien, Minnesota, Iowa og Australien.
Koret har arbejdet sammen med dirigenterne Sir David Willcocks og John Hiccocks fra England og Miltiades Caridis fra Grækenland.
Herning Kirkes Drengekor har indspillet en række cd-er, lavet flere udsendelser til dansk fjernsyn og er blevet transmitteret i dansk, engelsk og islandsk radio.

## Historie
Herning Kirkes Drengekor er et af Danmarks ældste drenge- mandskor. Det blev stiftet i 1949 af den daværende organist i Herning Kirke, Cort Cortsen.
Dengang bestod koret af 10 drengesopraner, bl.a. Karl-Erik Bang som indtil februar 2010 var medlem af koret og kunne dermed i 2009 fejre 60 års jubilæum sammen med koret.
Cort Cortsen lagde et stort arbejde i koret og det endte med at blive hans livsværk. Koret skabte glæde ved gudstjenesterne og blev ganske hurtigt et kor med både inden- og udenlandske koncerter.
Han lavede også et grundigt sangpædagogisk forarbejde, som skulle vise sig at være hovedfaktoren i menighedsrådets fulde opbakning.
Da Cort Cortsen gik på pension i 1976, videreførte Hans Chr. Magaard arbejdet i samme ånd, og i 1984 bliver stafetten givet videre til den unge Mads Bille.
Mads Bille havde forinden været i England for at studere de engelske drenge- mandskor i et år, så da han kom til posten, vidste han hvordan det skulle gøres. Denne faktor kom dog til at virke en smule deprimerende for den unge, konservatorieuddannede organist. Han mærkede en stor forskel på det klangmæssige billede han havde i sit hoved og det han hørte fra koret.
Men på trods af hans indre frustrationer, eksploderer korets udvikling under ledelse af Mads Bille.
Da Mads Bille blev ældre, blev stafetten i 2020 givet videre til den unge englænder Charlotte Rowan,
men allerede i 2023 skiftede Rowan til en stilling som chefdirigent af DR Pigekoret.

### Den Jyske Sangskole
Idéen om en fast, strukturmæssig, musikalsk opdragelse af drengene, der har været gældende gennem hele korets historie, tager nu form som Den Jyske Sangskole.
Mads Bille stifter i 1999, sammen med sin kone Dorthe Bille, Den Jyske Sangskole, med målet at fremme sangen i Danmark og med følgende vision:
Den Jyske Sangskole er anerkendt som en førende institution i Danmark, når det gælder viden og kompetencer inden for sangundervisning af børn og unge, samt arbejdet med etablering og udvikling af sangtalentmiljøer for børn og unge.
Den Jyske Sangskole er det naturlige og anerkendte sted at forankre projekter, der fremmer sangen i Danmark for børn og unge.
Den Jyske Sangskole er et centralt omdrejningspunkt i et kompetent nationalt og internationalt netværk indenfor udvikling af sang for børn og unge.
Den Jyske Sangskole har en række sanglærere/-pædagoger ansat, som underviser i solosang, hørelære og klaver. Det er et krav til alle sangere tilknyttet Den Jyske Sangskole, at de skal spille et melodi-instrument så som klaver.
Dorthe Bille stifter samtidig Midt Vest Pigekor, som ligeledes består af sangere fra Herning og omegn.

### Optagelsesprøve og forskolen
Hvert år i august bruger dirigenten 2-3 uger på at tage rundt på skoler i Herning Kommune, for at lytte til børn i 3. klasse. Børnene synger en sang de kender, typisk B.S. Ingemann’s ”I østen stiger solen op”, og dirigenten udvælger så de drenge, der har de sangmæssige kvaliteter som han leder efter.
Drengene kommer til at gå i forskole i et år, hvorefter de skal til en optagelsesprøve. De der består vil så være fuldgyldige medlemmer af Herning Kirkes Drengekor og vil nu være med til koncerter, gudstjenester og andre aktiviteter i koret.

### Koncerter
Herning Kirkes Drengekor laver i gennemsnit 25 koncerter i Danmark om året og har sunget i bl.a. alle landets domkirker og Radiohusets koncertsal.
Desuden har koret i de seneste år været på adskillige turnéer i bl.a. England, Ungarn, Finland, Tyskland, Island, Polen, Baltikum, Skotland, Færøerne, Californien, Minnesota, Iowa, Frankrig og Australien med koncerter i bl.a. Sct. Pauls Cathedral, Notre Dame, Washington National Cathedral, Berliner Dom, Grace Cathedral i Californien, Sydney Opera House og Carnegie Hall.
Herning Kirkes Drengekor havde i 2009 60 års jubilæum, hvilket betød en kæmpemæssig eksponering i form af dokumentarfilmen "En stemme for Livet", jubilæumsbogen "De syngende drenge", en masse koncerter og ikke mindst ét års protektion af HKH Kronprins Frederik, som sagde ja til at være protektor for Herning Kirkes Drengekor i 2009.

## Ekstern henvisning
- Herning Kirkes Drengekor